# Basel
 Ovo je glavno značenje pojma Basel. Za istoimeni kanton pogledajte Kanton Basel-Stadt.
Basel (francuski: Bâle, talijanski: Basilea) treći je grad po broju stanovnika u Švicarskoj, drugi po veličini sa širim gradskim područjem.
Grad se nalazi u sjeverozapadnoj Švicarskoj na rijeci Rajni. Poznato je farmaceutsko središte istodobno s razvijenom kemijskom industrijom. Samo mjesto je uz granicu Njemačke i Francuske. 
Sveučilište u Baselu je najstarije Švicarskoj, utemeljeno je 1460. godine.
Iz Basela potječu: Daniel Bernoulli, Leonhard Euler i Roger Federer.

## Povijest
Prva naselja na području današnjeg Basela nastala su još tijekom prapovijesti. Osnovala su ih keltska plemena, a u kasnijoj povijesti cijelo područje su zaposjeli Rimljani i osnovali naselje Augusta Raurica 10 do 20 km od današnjeg centra grada. Pred pad Zapadnog Rimskog Carstva ustalio se naziv Basilea ili Basilia koji se održao do danas.
Početkom srednjeg vijeka kroz taj kraj protutnjalo je mnogo barbarskih plemena: 917. grad su razorili Ugari. Od 999. godine naselje došlo pod upravu prinčeva-biskupa, pod njihovom vlašću ostao je sve do pojave protestantizma u 16. stoljeću. U 11. st. počinje izgradnja katedrale, a u sljedećem vijeku izgrađen je most preko Rajne, zahvaljujući kojem je grad postao važan prometni centar i veliko trgovačko čvorište. Sveučilište je osnovano 1460. kao najstarija švicarska visokoškolska ustanova.
Basel se pridružio Švicarskoj Konfederaciji 1501. Od 1529. i postao jedan od važnijih gradova protestanske reformacije, i to onog krila koje je bilo pod velikim utjecajem Jeana Calvina. U to vrijeme grad je postao značajno središte znanosti, umjetnosti i knjigotiska.
Tijekom Francuske revolucije (1789. – 1799.) građani Basela su aktivno sudjelovali u svim događanjima, pa je grad s okolinom 1792. godine pripojen francuskoj marionetskoj Rauracijskoj republici. Basel je bio dio te republike sve do poraza Napoleona 1814. godine. Tad je Basel s okolicom pripojen Švicarskoj Konfederaciji, a to stanje ostalo je nepromijenjeno do danas. Zbog velikih nesuglasica sa svojom okolicom, 1833. došlo je do razdvajanja dotadašnjeg kantona Basel na dva nova; Basel-Stadt (sam grad) i Basel-Landschaft (okolica).

## Gospodarstvo
Basel je u svjetskim razmjerima značajni centar kemijske i farmaceutske industrije. Velike farmaceutske tvrtke poput Novartisa i Hoffmann-LaRochea imaju sjedište u Baselu. Pored toga Basel je glavni željeznički čvor s jednim od najvećih teretnih željezničkih kolodvora u Europi. Sa svojom brodskom lukom (jedinom u Švicarskoj) Basel je putem rijeke Rajne povezan sa Sjevernim morem. Zračna luka Basel se nalazi na području Francuske i povezana je eksteritorijalnim putem s gradom. Kroz zračnu luku prolazi francusko-švicarska carinska zona.